# Verlängerungsspule

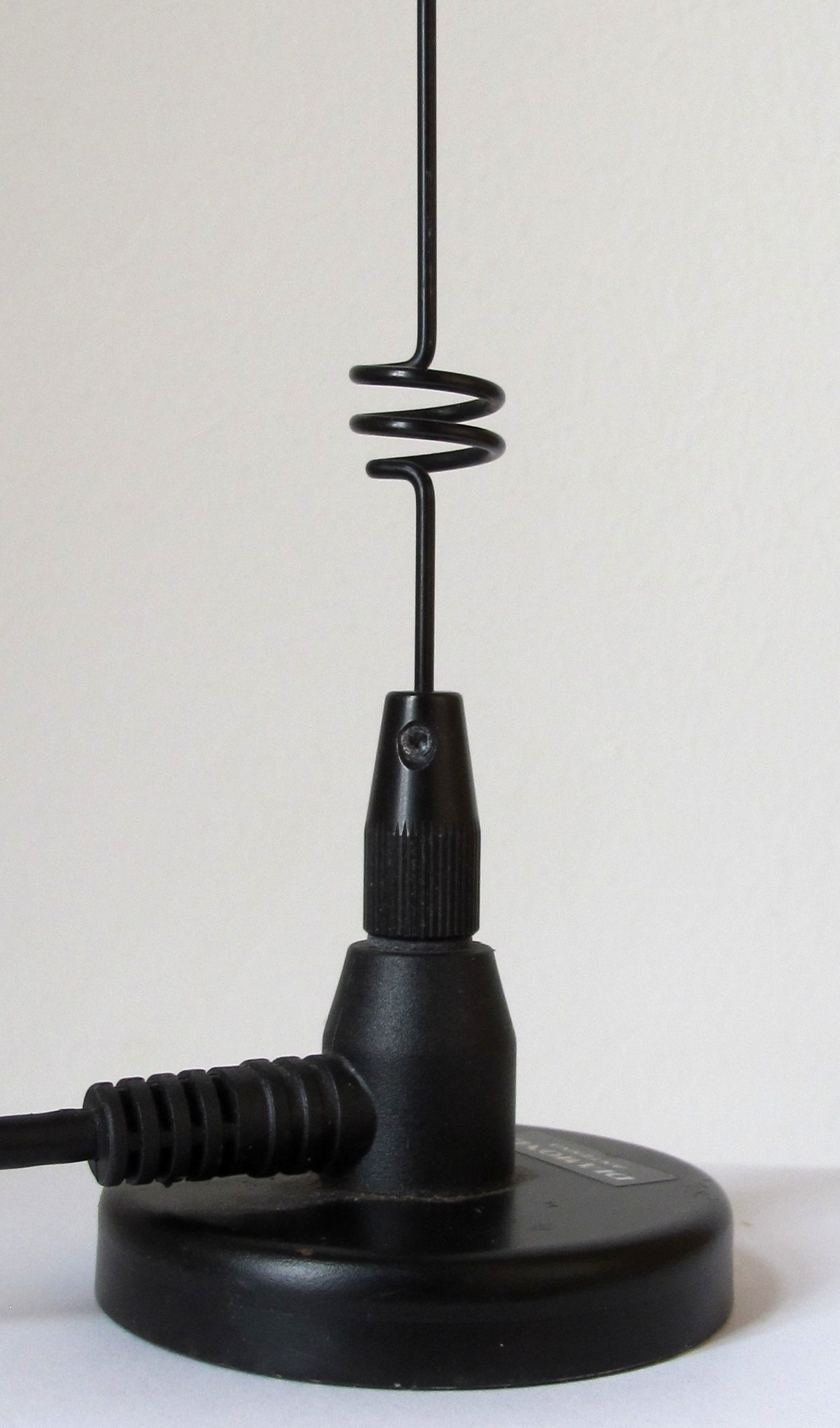
Einfache Verlängerungsspule nahe dem Fußpunkt einer Monopolantenne.

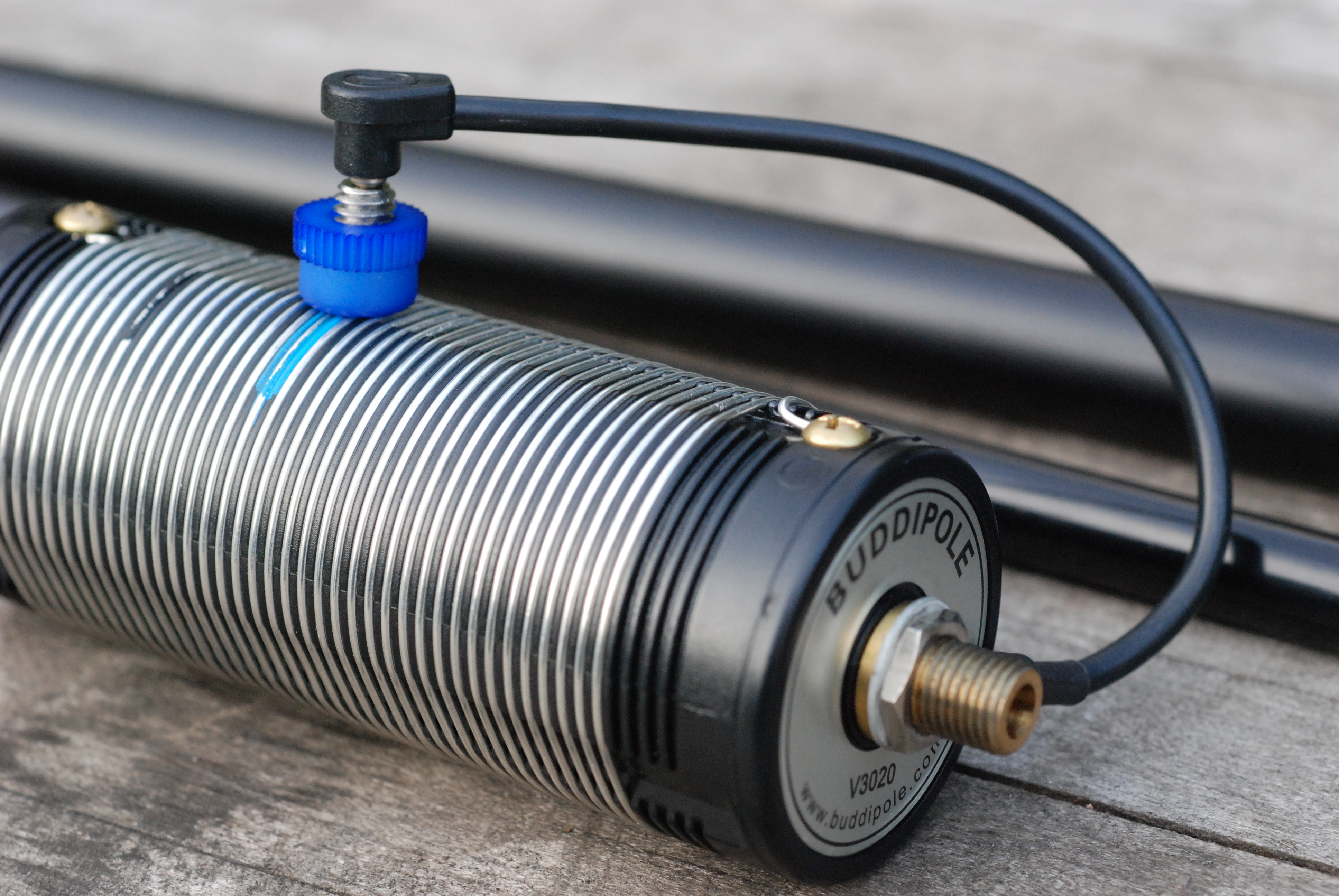
Handgroße moderne Amateurfunk-Verlängerungsspule mit Abgriff.

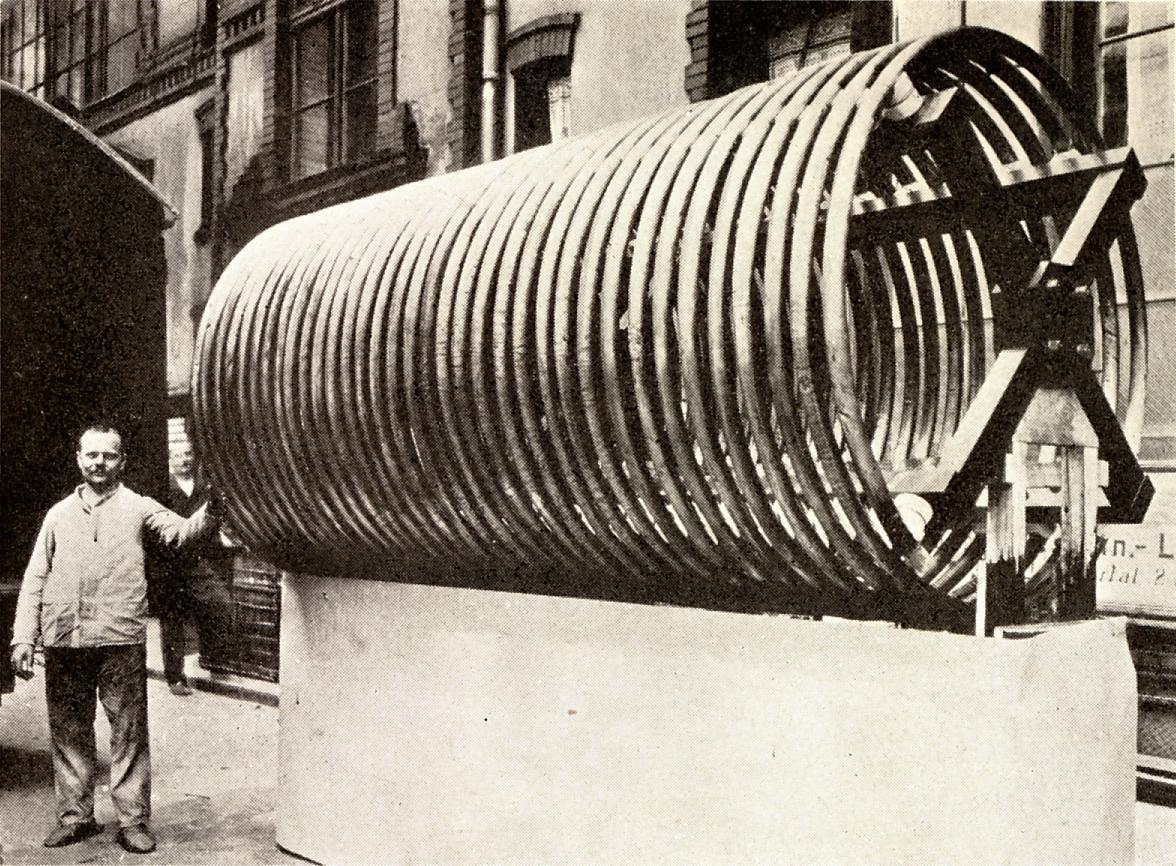
Übermannshohe Verlängerungsspule als Teil eines ehemaligen Langwellensenders (60 kHz mit 200 kW) der Firma Telefunken (1914).

Eine Verlängerungsspule (auch: Antennenverlängerungsspule; englisch Loading coil) ist eine Spule zur elektrischen Verlängerung (und umgekehrt zur mechanischen Verkürzung) einer Antenne.

## Verwendung
Eine Verlängerungsspule wird grundsätzlich in Reihe mit der Antenne geschaltet und soll einen möglichst geringen ohmschen Widerstand aufweisen und auch möglichst geringe induktive Verluste erzeugen. Sie wird daher meist als Luftspule mit dicken Windungen und ausreichendem Abstand zwischen ihnen ausgeführt.
Verlängerungsspulen werden nicht immer nahe dem Fußpunkt einer Antennen platziert (englisch base-loaded at feedpoint, kurz base load), sondern können auch in der Mitte der Antenne installiert werden (englisch mid-point-loaded oder center-loaded, kurz center load). Letzteres erkennt man als Verdickung, beispielsweise bei Vertikalantennen.
Elektrotechnischer Nachteil dabei ist, dass eine Verlängerungsspule in der Mitte einer Vertikalantenne (aufgrund der dort geringeren Stromstärke als im Fußpunkt) eine etwa doppelt so hohe Induktivität aufweisen muss als nahe dem Fußpunkt, um die gleiche elektrische Verlängerung zu bewirken. Mit anderen Worten: Bei gleicher Induktivität der Verlängerungsspule muss eine Antenne mit mittig angebrachter Verlängerungsspule mechanisch deutlich länger sein als bei Anbringung derselben nahe dem Fußpunkt.
Vorteilhaft hingegen ist, dass Antennen mit mid-point loading einen höheren Wirkungsgrad aufweisen als Antennen mit base-loading, wenn das Gegengewicht relativ hochohmig ist (Erdpfahl). Da mit Base-Loading die Antenne niederohmiger wird, machen sich die Erdungsverluste stärker bemerkbar. Eine Antenne mit Gegengewicht oberhalb der Erdoberfläche hat denselben Wirkungsgrad mit einer Verlängerungsspule in der Strahlermitte oder am Fußpunkt.
Auch bei selbststrahlenden Sendemasten und selbststrahlenden Sendetürmen kommt es gelegentlich vor, dass Verlängerungsspulen innerhalb der Konstruktion untergebracht sind. Eine solche ist zum Beispiel beim Blosenbergturm in Beromünster in einer Kabine in 150 m Höhe montiert.

## Alternativen
Eine Alternative mit gleichem Ziel der elektrischen Verlängerung der Antenne (beziehungsweise mechanischen Verkürzung), ist eine Dachkapazität, beispielsweise bei Schirmantennen und T-Antennen.
Eine Kapazität hingegen am Fußpunkt der Antennen hat den gegenteiligen Effekt, wirkt als Verkürzungskondensator und führt zu einer elektrischen Verkürzung der Antenne.

## Pupin-Spule
Prinzipiell ähnliche Spulen, nach ihrem Erfinder Mihajlo Pupin (1854–1935), als „Pupin-Spulen“ bezeichnet, wurden früher – vor Erfindung rauscharmer elektronischer Verstärker – zur Signalentzerrung in lange Telegrafenleitungen eingesetzt. Im Gegensatz zu Verlängerungsspulen haben Pupin-Spulen aber heute kaum noch eine technische Bedeutung.